# Canon EOS M50
Canon EOS M50 är en digital spegellös systemkamera som lanserades av Canon den 26 februari 2018, och började säljas den 23 mars 2018.
Liksom alla andra kameror i Canons EOS M serie, använder M50 objektivfattningen EF-M.

## Teknik i urval
- Filmar 4K video med 23.98 fps eller 25 fps[4].
- ISO 100–25 600, expanderbart till 51 200.
- Dual Pixel CMOS autofokus (utom i 4K video, då bara kontrast autofokus)[4].
- 2,36 miljoner pixlars OLED inbyggd elektronisk sökare (EVF).
- Canons DIGIC 8 processor, som lanserades med denna kamera.